# Вирівська сільська рада (Білопільський район)
Вирі́вська сільська́ ра́да — колишній орган місцевого самоврядування в Білопільському районі Сумської області. Адміністративний центр — село Вири.

## Загальні відомості
- Населення ради: 2 712 особи (станом на 2001 рік)

## Населені пункти
Сільській раді були підпорядковані населені пункти:
- с. Вири
- с. Барило
- с. Білани
- с. Головачі
- с. Кравченкове

## Склад ради
Рада складалася з 16 депутатів та голови.
- Голова ради: Шкурат Світлана Василівна
- Секретар ради: Дудка Раїса Петрівна

### Керівний склад попередніх скликань
| Прізвище, ім'я, по батькові | Основні відомості                                                 | Дата обрання | Дата звільнення |
| --------------------------- | ----------------------------------------------------------------- | ------------ | --------------- |
| Шкурат Світлана Василівна   | Сільський голова, 1966 року народження, освіта вища, позапартійна | 26.03.2006   | 31.10.2010      |
| Шкурат Світлана Василівна   | Сільський голова, 1966 року народження, освіта вища, позапартійна | 31.10.2010   |                 |

Примітка: таблиця складена за даними сайту Верховної Ради України